# Església de Sant Jaume (Sant Pol de Mar)
L'església de Sant Jaume és una església parroquial a l'extrem sud-oest del nucli urbà de Sant Pol de Mar (Maresme) inclosa en l'Inventari del Patrimoni Arquitectònic de Catalunya. L'actual església de Sant Jaume fou construïda sobre una petita capella que hi havia al lloc, també sota l'advocació de Sant Jaume. A la zona oest del conjunt parroquial actual hi ha una característica torre de defensa de planta circular edificada al segle xv per ordre de Bertran d'Armendaris, a redós de la qual es va bastir posteriorment l'església l'any 1590 en estil gòtic tardà. La torre es conserva en tota la seva alçada, i fa 10 m d'alçada i el mur fa un gruix de 2 m. Té porta dovellada d'arc de mig punt, i presenta vestigis d'elements defensius: espitlleres i troneres. Va ser reutilitzada posteriorment com a campanar, afegint un cos quadrat a la part superior, amb les campanes a la part de dalt. A l'interior de l'església hi ha un petit tresor artístic format per una custòdia d'argent, una talla de la Mare de Déu del Roser del segle xvii i un grup escultòric de La Pietat de l'escultor barroc sevillà Juan Martínez Montañés (1568-1649).